# Herculano Monteiro
Herculano Monteiro Soares (chiń. trad. 蘇志健; pinyin Sū Zhìjiàn; ur. 5 listopada 1983) – piłkarz z Makau występujący na pozycji napastnika. Zawodnik klubu Polícia de Segurança Pública.

## Kariera klubowa
Karierę klubową Monteiro rozpoczął w sezonie 2006/2007 w Polícia de Segurança Pública.

## Kariera reprezentacyjna
W latach 2011–2013 w reprezentacji Makau Monteiro rozegrał 8 spotkań.